# گئورگیوس آزویدیس
گئورگیوس آزویدیس (انگلیسی: Georgios Azoidis؛ زادهٔ ۶ مهٔ ۱۹۹۳) جودوکار اهل یونان است.